# Efim Ciulac
Efim Ciulac (în rusă Ефим Чулак; n. 15 iulie 1948, Ceadîr-Lunga, URSS) este un fost jucător de volei sovietic moldovean, membru al echipei naționale a URSS (1971-1976). De două ori medaliat olimpic (1972 și 1976), de două ori campion european, de șase ori campion al URSS. În 1972 a fost distins cu titlul de „Maestru (sovietic) internațional al sportului”.

## Biografie
S-a născut în orașul Ceadîr-Lunga din fosta RSS Moldovenească (actualmente Găgăuzia, Republica Moldova) într-o familie evreiască. A început să joace volei la vârsta de 11 ani. A fost antrenat la Celeabinsk de antrenorii Iuri Kiselev și Iuri Zacernovski. La vârsta de șaisprezece ani, a devenit membru al echipei naționale de tineret a țării, iar din 1969, membru al echipei naționale a URSS (membru permanent din 1971). În această perioadă a absolvit Institutul de Cultură Fizică din Moscova.
A jucat pentru SKA (Rostov-pe-Don), din 1971, a fost atacant în echipa ȚSKA. Cu ultima, a fost de șase ori campion al URSS în anii 1972-1977 (medaliat cu bronz în 1970 și medaliat cu argint în 1971), câștigător al Spartakiadei sovietice în 1971 și 1975 (ca parte a echipei de la Moscova), de patru ori câștigător al Cupa Campionilor Europeni în anii 1973-1975 și în 1977.
Ca parte a echipei naționale a URSS, a fost campion european în 1971 și 1975, medaliat olimpic cu argint (1976, Montreal) și bronz (1972, München), medaliat cu argint la Campionatul Mondial din 1974. La începutul anilor '70 a fost unul dintre cei mai buni atacanți din lume. Recunoscut ca cel mai bun atacant al Campionatului European din 1971, a fost ales membru al echipei europene simbolice în același an. A părăsit echipa națională a țării în 1976, până în 1977 a jucat la ȚSKA. În 1978-1981 a fost antrenor al echipei de tineret din Moscova, în 1977-1990 a fost antrenor la ȚSKA.
În 1990 a emigrat în Israel, unde a fost antrenor asistent al echipei naționale a țării. Ulteriror, a fost antrenor și instructor de volei la o tabără de antrenament de vară lângă New York.